# Mains en prière
Mains en prière (en allemand : Betende Hände), également connu sous le nom d'Étude des mains d'un apôtre, est un dessin à la plume et à l'encre, exécuté vers 1508 par le graveur et peintre allemand Albrecht Dürer.
C'est probablement l'image la plus fréquemment reproduite de l'artiste. L'original de 1508 est aujourd'hui conservée au musée Albertina de Vienne (Autriche)(numéro d'inventaire 3113).

## Description
Dürer a créé le dessin en utilisant la technique du rehaussement du blanc et de l'encre noire sur du papier de couleur bleue confectionné par ses soins. Le dessin montre en gros plan deux mains masculines jointes pour la prière. Les manches partiellement retroussées sont également figurées.

## Histoire
Le dessin est une étude pour les mains d'un apôtre, dont la figure complète était prévue pour occuper le panneau central du triptyque intitulé Retable Heller sis à Francfort et détruit par un incendie en 1729.
Le dessin contenait également jadis une esquisse du visage de l'apôtre, mais la feuille où figurait la tête en a été séparée. En tout, Dürer a réalisé dix-huit croquis pour le retable. La première reconnaissance publique de l'œuvre a eu lieu en 1871 lorsqu'elle a été exposée à Vienne. L'image représente probablement les mains de l'un des deux frères de Dürer qui atteignirent l'âge adulte,.
Les mains esquissées apparaissent sur le triptyque sur le côté droit du panneau central, et bien que le détail semble très similaire, il est de plus petite taille dans le triptyque. Récemment, une théorie plus plausible du dessin est que, dans son exécution élaborée sur du papier bleu précieux, il s'agit plutôt d'un enregistrement virtuose des mains dans la peinture, que Dürer pourrait ramener avec lui d'Italie à Nuremberg.

## Postérité
L'image est la représentation de prière la plus largement reproduite dans le monde occidental, trouvée sur des affiches, des tasses à café, des téléphones portables, et a été utilisée comme pochette de l'album de Dean Blunt, The Redeemer. Justin Bieber a une reproduction de l'image tatouée sur sa jambe gauche. La superstar canadienne du hip-hop Drake a reproduit cette image pour la couverture de sa mixtape populaire, If You're Reading This It's Too Late en 2015. La pierre tombale d'Andy Warhol, qui avait copié les Praying Hands, présente une sculpture basée sur ce dessin,.

## Les «mains en prière» chez Dürer

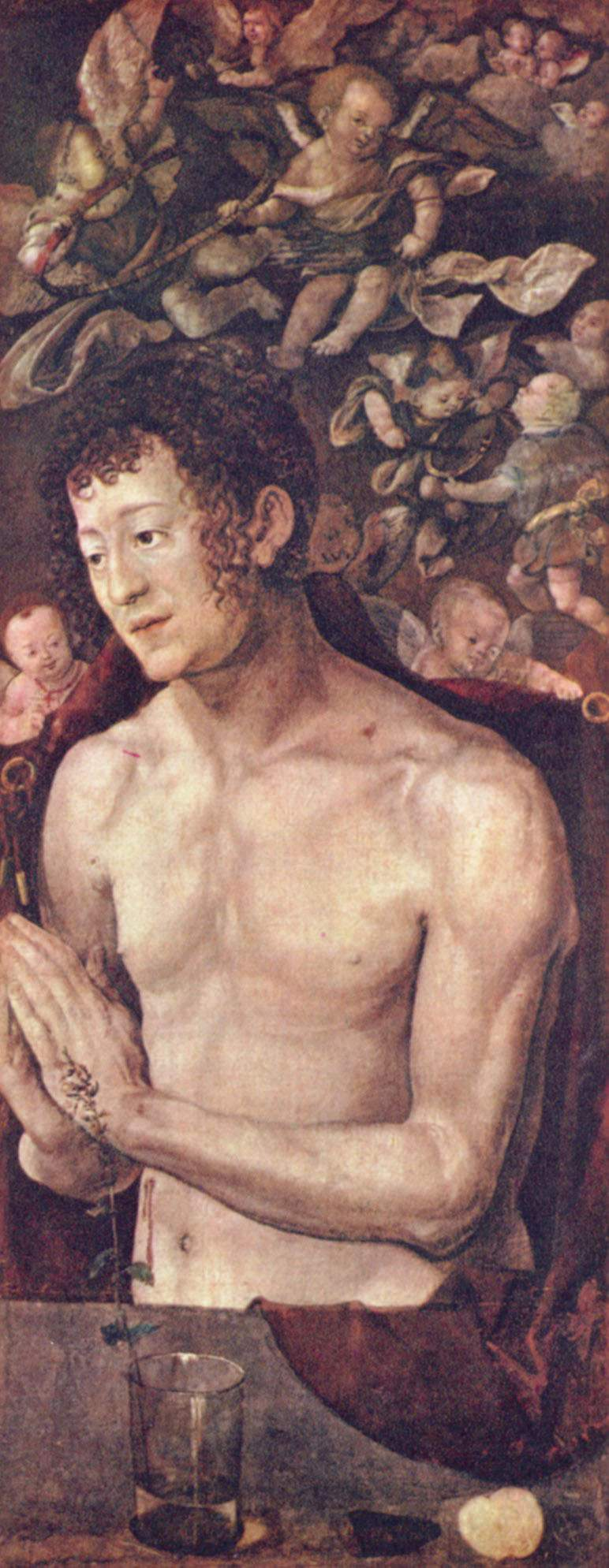
Autel de Dresde, panneau droit, Saint Sébastien, 1496.
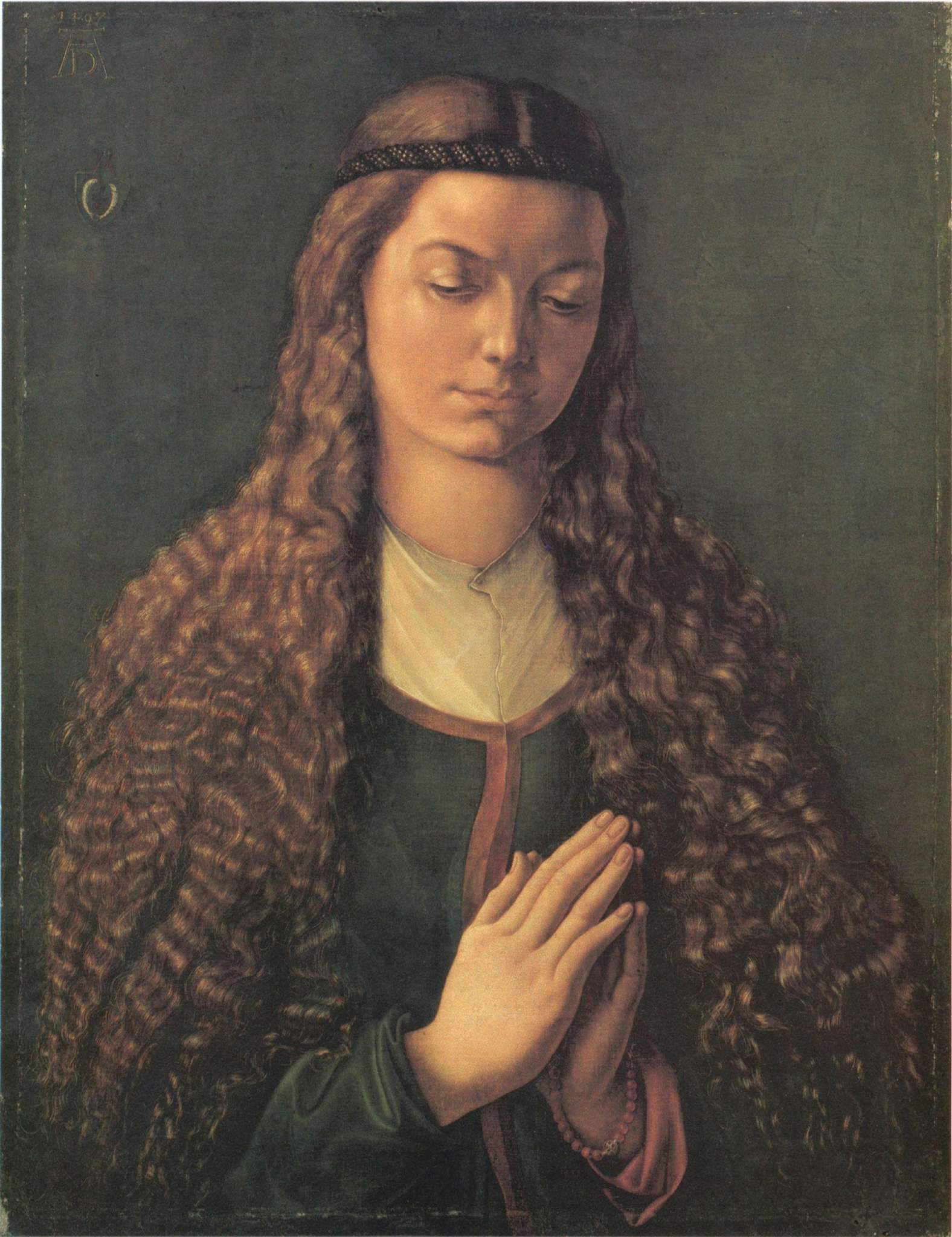
Jeune fille aux cheveux dénoués, 1497.
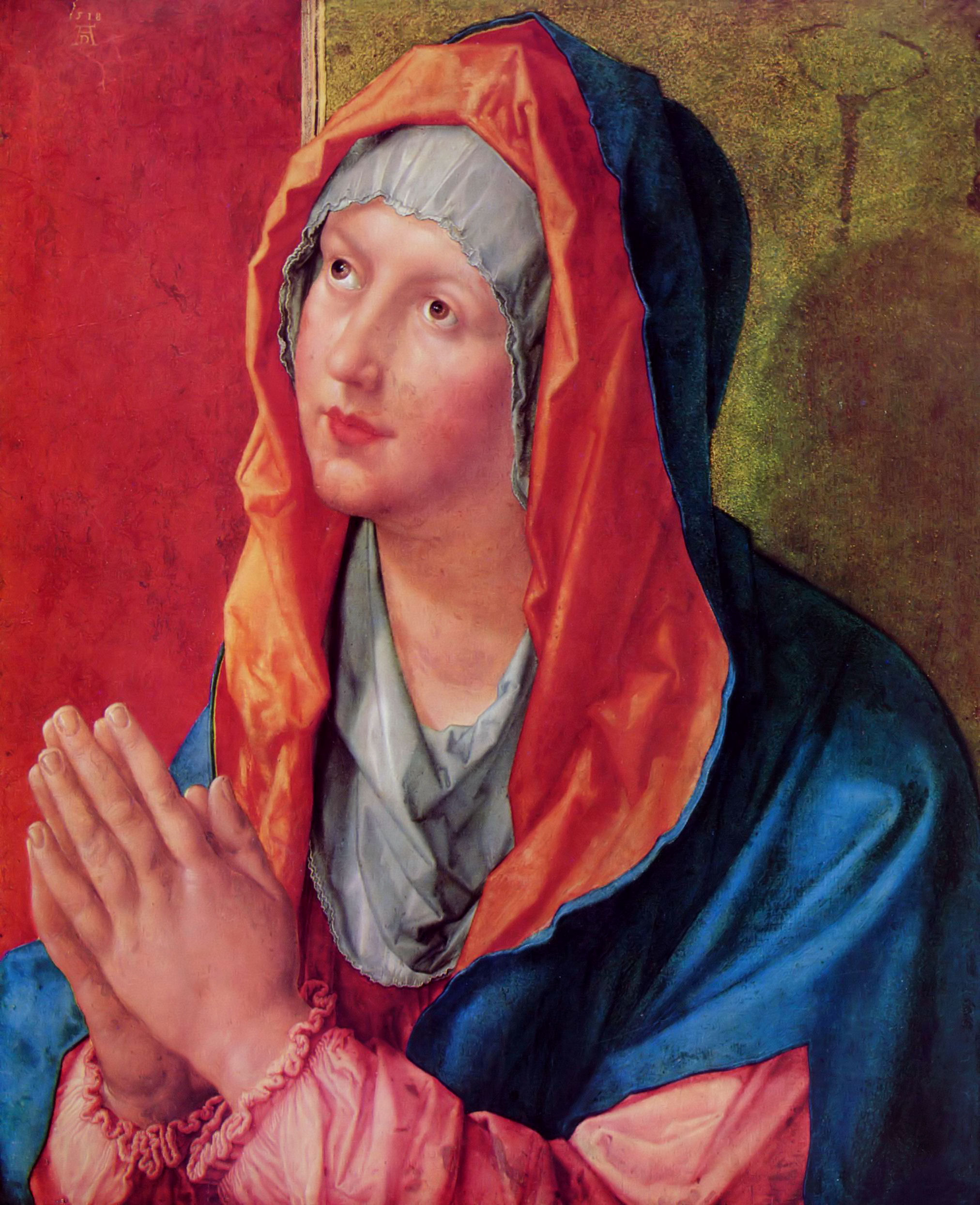
Marie en prière, 1518.